# Monument à Jenneval
Le Monument à Jenneval est une stèle de style néo-classique érigée à la mémoire de l'auteur du texte de la Brabançonne sur la place des Martyrs, au cœur de Bruxelles, capitale de la Belgique.

## Localisation
Le monument se dresse du côté nord de la place des Martyrs, la face principale tournée vers le sud.
Il se trouvait jadis plus près du monument aux Martyrs de la révolution belge de 1830 mais il a été déplacé à son emplacement actuel lors du réaménagement de la place en 1979. 
Il répond au monument au comte Frédéric de Mérode érigé au côté sud de la place.

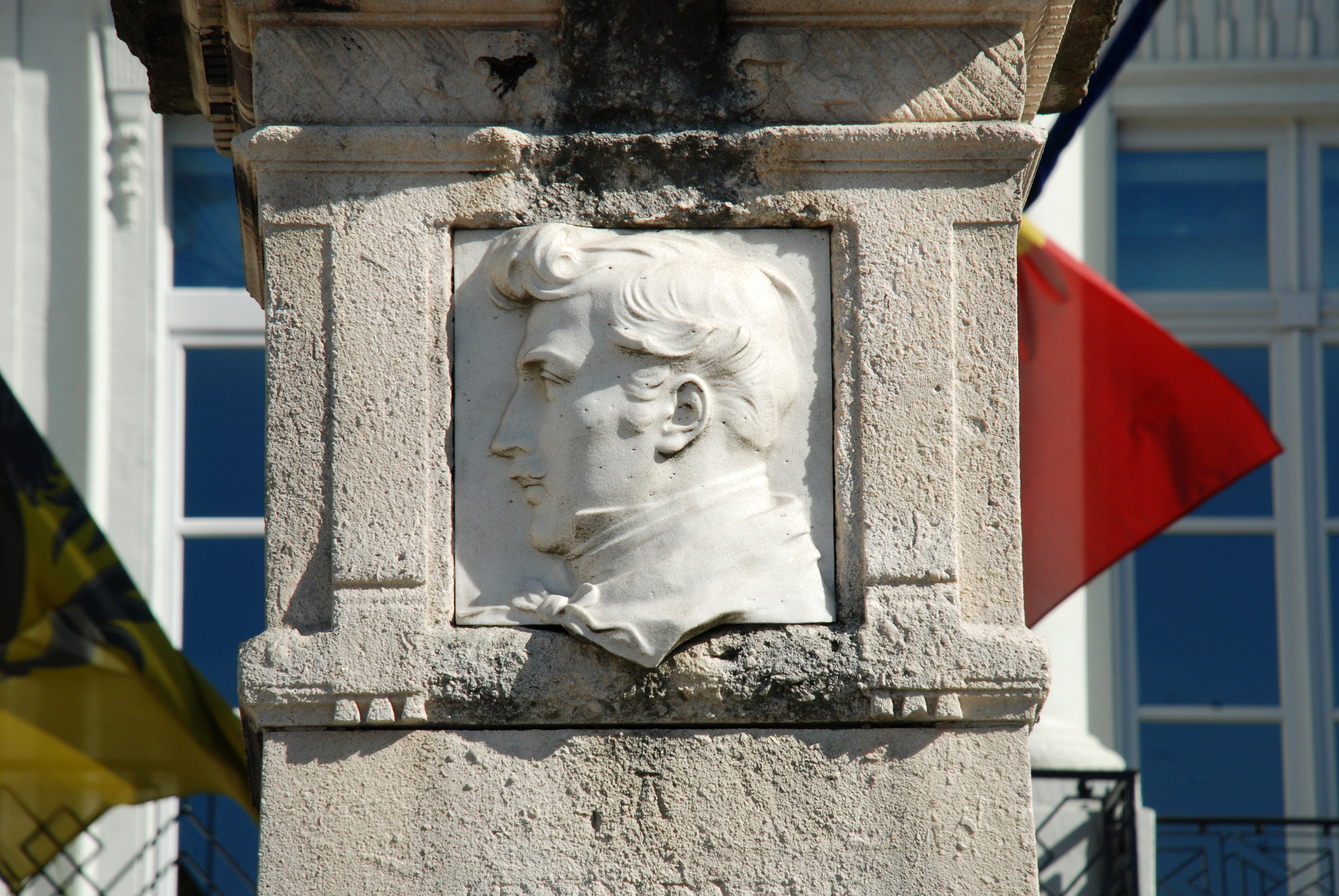
Effigie de Jenneval.

## Historique
Le monument honore la mémoire du poète français Hippolyte-Louis-Alexandre Dechez, dit Jenneval, auteur des paroles de la première version de la Brabançonne et héros de la révolution belge qui s'était engagé dans le corps franc des chasseurs Du Chasteler et est mort à Lierre le 19 octobre 1830,,.
Jenneval fut enterré le 24 octobre 1830 sous la place des Martyrs où il avait chanté les héros de la révolution quelques semaines plus tôt,.
Un buste fut placé sur sa tombe en 1833 mais, en 1897, la ville de Bruxelles érigea le monument actuel, après avoir décrété l'année précédente la commémoration des journées de septembre jour de fête officiel de la Ville. 
Le monument fut réalisé par le sculpteur Alfred Crick sur des plans de l'architecte Émile Anciaux et inauguré le 23 septembre 1897,.

## Description

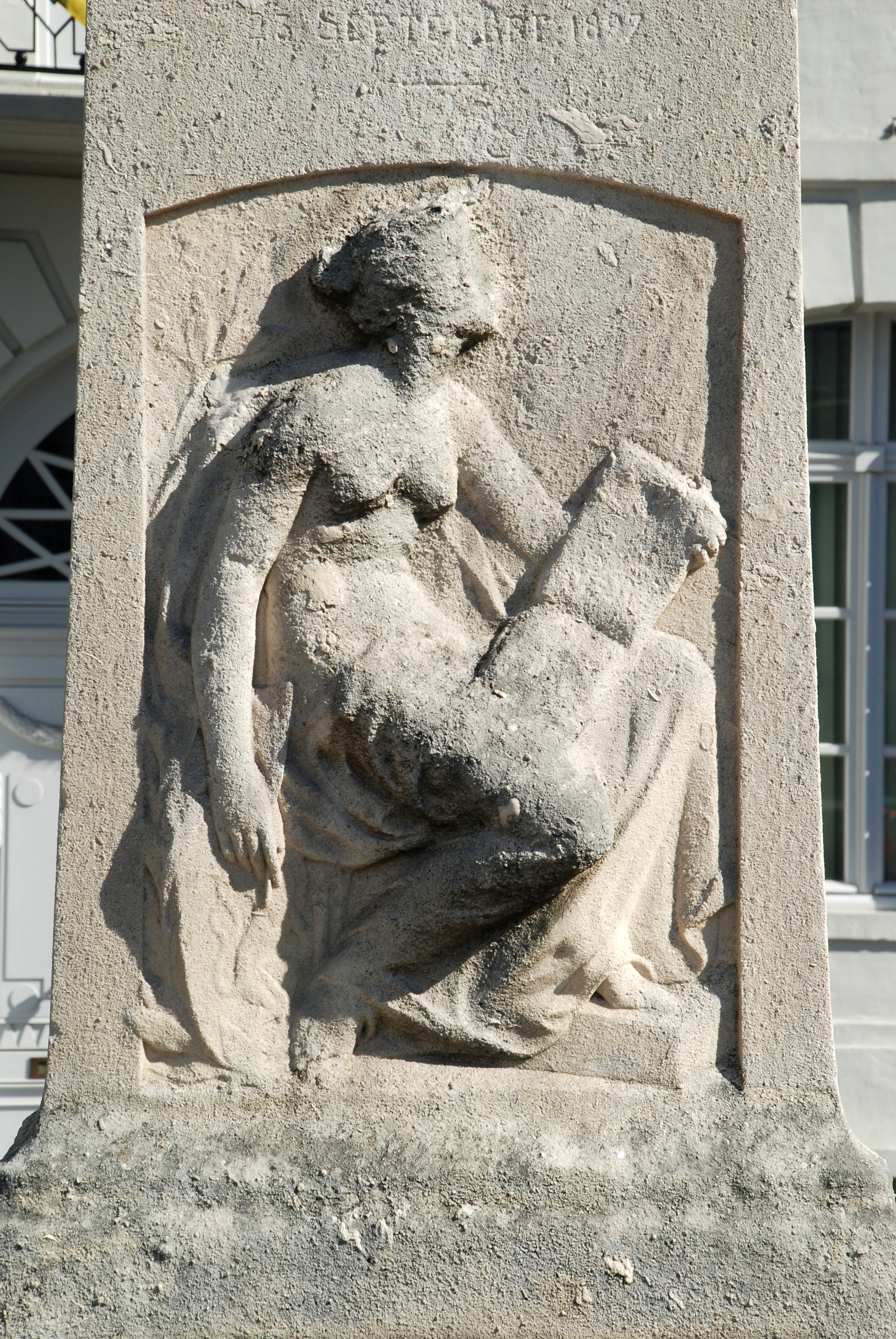
Allégorie de la Belgique inscrivant le nom de Jenneval au livre de l'Histoire.

Le monument, d'une hauteur de 3m environ, est constitué d'une colonne en pierre blanche de section rectangulaire reposant sur un soubassement en pierre bleue.
Il est orné sur sa face sud d'un bas-relief figurant une allégorie de la Belgique inscrivant le nom de Jenneval au livre de l'Histoire, surmonté d'un portrait du poète réalisé en marbre blanc.
Ce portrait en marbre est encadré de pendentifs à gouttes et surmonté d'une frise à motif de tresse ornée d'un ruban, d'une frise de denticules et d'un couronnement en pierre bleue.
Sur les faces nord et sud de la stèle est gravé, dans les deux principales langues nationales, un hommage au poète :

« À Jenneval poète de la Brabançonne mort pour l'indépendance nationale »

« Aan Jenneval dichter der Branbançonne gesneuveld voor 's lands onafhankelijkheid »

Sous cet hommage, on peut lire :

« Hommage de la ville de Bruxelles - 23 septembre 1897 »

« Hulde der stad Brussel - 23 september 1897 »

## Accessibilité
| ___ | Ce site est desservi par la station de métro : De Brouckère. |